# Corrado Lorefice
Corrado Lorefice (Ispica, 12 ottobre 1962) è un arcivescovo cattolico italiano, dal 27 ottobre 2015 arcivescovo metropolita di Palermo, nonché primate di Sicilia.

## Biografia
Nasce a Ispica, in provincia di Ragusa e diocesi di Noto, il 12 ottobre 1962.

### Ministero sacerdotale
Dopo aver compiuto gli studi presso il seminario vescovile di Noto e lo Studio teologico San Paolo di Catania, riceve l’ordinazione diaconale il 26 settembre 1986 dal vescovo di Noto, Salvatore Nicolosi, che lo ordina presbitero il 30 dicembre 1987 nella Basilica della Santissima Annunziata di Ispica, incardinandosi nella diocesi di Noto.
Nel 1988 consegue la licenza in teologia morale presso la Pontificia Accademia Alfonsiana.
Dal 1988 al 1989 ricopre l’incarico di economo del seminario vescovile di Noto, del quale è poi vicerettore dal 1989 al 2008.
Dal 1988 al 2009 è docente di teologia morale presso l’Istituto superiore di scienze religiose Giovanni Blandini di Noto e, dal 1994 al 2008, insegna la stessa disciplina presso l’Istituto superiore di scienze religiose Sant'Agostino di Acireale.
Dal 1990 al 1997 è direttore del centro diocesano per le vocazioni e, successivamente, dal 1997 al 2007, dirige il centro regionale per le vocazioni e fa parte del consiglio del centro nazionale per le vocazioni.
Dal 2005 al 2012 è responsabile della formazione dei diaconi permanenti. Tra il 2008 e il 2010 dirige l’ufficio catechistico diocesano e, dal 2009 al 2010, è amministratore parrocchiale della parrocchia di San Pietro di Modica.
Dal 2010 al 2014 svolge l’incarico di vicario episcopale per il clero e dal 2014 al 2015 per la pastorale. Tra il 2010 e il 2013 è docente di teologia morale presso l’Istituto superiore di scienze religiose San Metodio di Siracusa.
Dal 2010 è parroco del duomo di San Pietro e vicario foraneo del vicariato di Modica.

### Ministero episcopale
Il 27 ottobre 2015 papa Francesco lo nomina arcivescovo metropolita di Palermo; succede al cardinale Paolo Romeo, dimessosi per raggiunti limiti di età. Il 5 dicembre successivo riceve l'ordinazione episcopale, nella cattedrale di Palermo, dal cardinale Paolo Romeo, co-consacranti i vescovi Antonio Staglianò e Paolo De Nicolò; durante la stessa celebrazione prende possesso dell'arcidiocesi.
Il 29 giugno 2016 riceve da papa Francesco nella basilica di San Pietro in Vaticano il pallio, che gli viene imposto il 21 ottobre seguente dall'arcivescovo Adriano Bernardini, nunzio apostolico in Italia.
Il 15 settembre 2018 accoglie papa Francesco in visita pastorale a Palermo nel 25º anniversario della morte di don Pino Puglisi.
Il 17 ottobre 2022 è eletto vicepresidente della Conferenza episcopale siciliana.

## Stemma e motto

### Blasonatura
Partito: nel 1º di rosso caricato nel capo da tre stelle di sei raggi, attraversato da un tempio con colonne dalle foglie verdi, sottoposto un catino con asciugatoio. Nel 2º d'azzurro alla croce d'argento su globo terrestre fasciato con sottoposta lista svolazzante con scritta Stat Crux dum volvitur orbis.
Galero e croce patriarcale da arcivescovo.

### Interpretazione
Il tempio rappresenta la Chiesa formata da pietre vive espresse dalle colonne con le foglie verdi attorcigliate.
Nel campo azzurro la croce sul globo terrestre, con una scritta che indica il più alto punto di riferimento e di salvezza nelle disavventure del mondo.

### Motto
Il motto, scritto in latino, è Exemplum dedi vobis, cioè "Vi ho dato un esempio" ed è tratto dal Vangelo secondo Giovanni, capitolo 13, versetto 15.
Di seguito è riportato il testo a cui fa riferimento:
(Vangelo secondo Giovanni 13, 15)

## Genealogia episcopale
La genealogia episcopale è:
- Cardinale Scipione Rebiba
- Cardinale Giulio Antonio Santori
- Cardinale Girolamo Bernerio, O.P.
- Arcivescovo Galeazzo Sanvitale
- Cardinale Ludovico Ludovisi
- Cardinale Luigi Caetani
- Cardinale Ulderico Carpegna
- Cardinale Paluzzo Paluzzi Altieri degli Albertoni
- Papa Benedetto XIII
- Papa Benedetto XIV
- Papa Clemente XIII
- Cardinale Enrico Benedetto Stuart
- Papa Leone XII
- Cardinale Chiarissimo Falconieri Mellini
- Cardinale Camillo Di Pietro
- Cardinale Mieczysław Halka Ledóchowski
- Cardinale Jan Maurycy Paweł Puzyna de Kosielsko
- Arcivescovo Józef Bilczewski
- Arcivescovo Bolesław Twardowski
- Arcivescovo Eugeniusz Baziak
- Papa Giovanni Paolo II
- Cardinale Paolo Romeo
- Arcivescovo Corrado Lorefice

## Opere
- Gettate le reti: itinerario parrocchiale di preghiera per le vocazioni, Milano, Edizioni Paoline, 2004, ISBN 88-315-2602-2.
- Dossetti e Lercaro: la Chiesa povera e dei poveri nella prospettiva del Concilio Vaticano II, Milano, Edizioni Paoline, 2011, ISBN 978-88-315-4003-2.
- La compagnia del Vangelo: discorsi e idee di don Pino Puglisi a Palermo, Reggio Emilia, San Lorenzo, 2014, ISBN 978-88-8071-228-2.
- Primi discorsi e omelie, Trapani, Il Pozzo di Giacobbe, 2016, ISBN 978-88-6124-625-6.
- Scrivo a voi padri, scrivo a voi giovani (1Gv 2,13) - La parola di Dio genera gioia piena e vita in abbondanza, Milano, Edizioni Paoline, 2017, ISBN 978-88-9221-348-7.